# Elena Salgado
Elena Salgado Méndez (Ourense, 12 maggio 1949) è una politica ed economista spagnola, più volte ministra nei governi Zapatero I e II.

## Biografia

### Vita privata e inizi

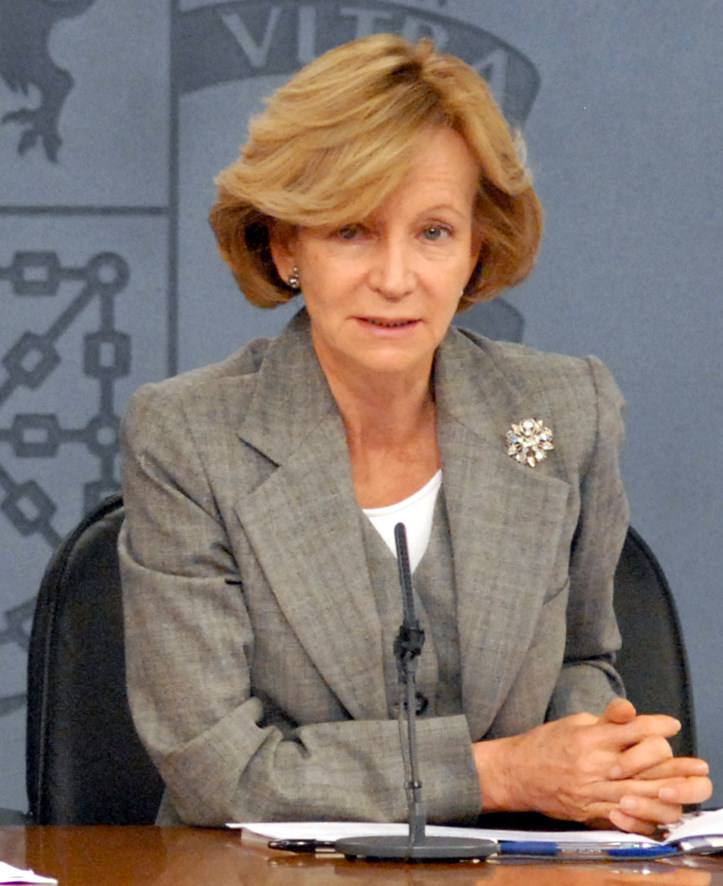
Elena Salgado nel 2010

Nata in una delle zone più agiate della città di Ourense, Elena Salgado era figlia di due insegnanti e aveva tre fratelli. Quando lei aveva dieci anni, la famiglia si trasferì a Madrid, dove il padre aveva ottenuto un incarico da funzionario statale. Elena Salgado si laureò in ingegneria industriale presso l'Università politecnica di Madrid, in un'epoca in cui non c'erano molte donne nel settore; in questo periodo conobbe quello che poi divenne suo marito, anch'egli ingegnere. Frequentò poi l'Università Complutense di Madrid, studiando economia e conseguì un Master in Business Administration.
Tra il 1982 e il 1996 fu collaboratrice a vario titolo dei governi presieduti da Felipe González; Alfredo Pérez Rubalcaba e Josep Borrell furono considerati suoi mentori. Tra il 1982 e il 1984 diresse il Dipartimento di Studi presso l'Istituto per la piccola e media impresa all'interno del Ministero dell'Industria. Dal 1985 al 1991 fu Direttore Generale dei costi del personale all'interno del Ministero dell'Economia e delle Finanze. Infine, dal 1991 fu Segretaria Generale delle comunicazioni presso il Ministero dei Lavori Pubblici. Negli ultimi mesi, diresse la Fundación Teatro Lírico che si occupava della gestione del Teatro Real; quando il potere politico passò al Partito Popolare, Elena Salgado venne licenziata.
Nel 1996 passò al settore privato, lavorando per svariate aziende nell'ambito delle telecomunicazioni.

### Carriera ministeriale
Nel 2004, l'allora Presidente del Governo di Spagna José Luis Rodríguez Zapatero scelse Elena Salgado come ministra della Sanità. In queste vesti, condusse svariate campagne e fu autrice di alcune riforme. Produsse una legge sulla procreazione assistita in cui veniva abolita la regola secondo cui era possibile fecondare un massimo di tre ovociti per ciclo; inoltre, grazie al suo intervento, fu prevista la possibilità di prelevare degli embrioni per curare i fratelli malati e per la crioconservazione a fini di ricerca. Si batté contro le case di moda che a suo avviso promuovevano l'anoressia come modello positivo e allo stesso tempo, chiese apertamente la sospensione delle pubblicità di Burger King che sponsorizzavano hamburger ipercalorici, sottolineandone l'impatto sull'obesità. Uno dei suoi maggiori successi politici come ministra della Sanità fu l'approvazione di una delle leggi antifumo più restrittive dell'Unione Europea, non riuscì invece a far passare una legge limitativa rispetto al consumo di alcolici. Per il suo operato, fu una dei cinque candidati finali alla presidenza dell'OMS, che andò invece a Margaret Chan.
Nel 2007, sempre all'interno dell'esecutivo guidato da Zapatero, Elena Salgado venne nominata ministra della Pubblica Amministrazione. In questo ruolo, si occupò della riforma che implementò il documento d'identità elettronico e favorì un nuovo modello per la facilitazione del cittadino nell'accesso ai servizi pubblici. Si guadagnò la fama di tecnocrate e fu promotrice di una riforma delle pensioni dei dipendenti pubblici.
Alle elezioni generali in Spagna del 2008 fu eletta deputata presso le Corti Generali come capolista per il PSOE.

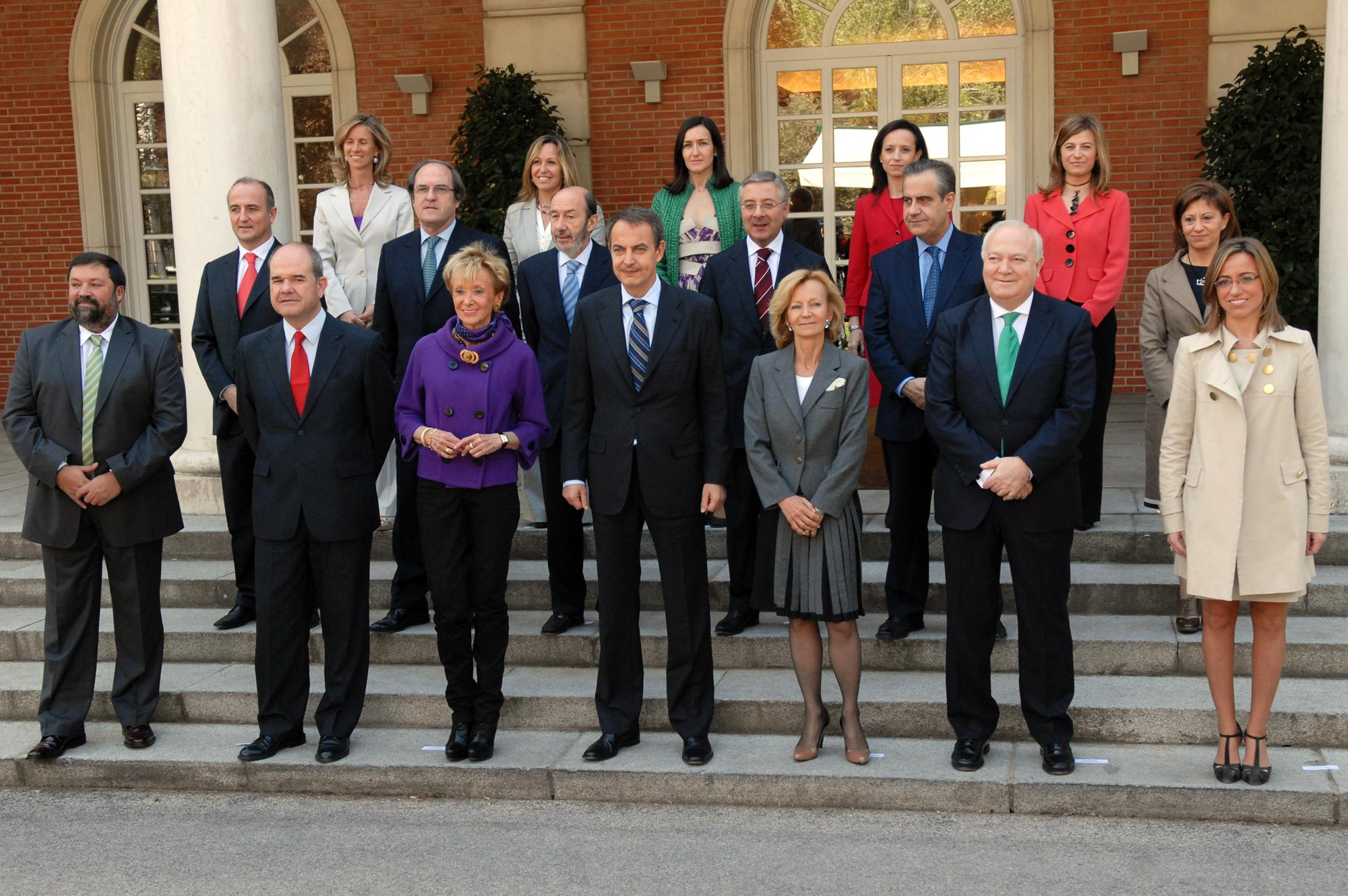
Elena Salgado con gli altri componenti del governo Zapatero II

A seguito di un rimpasto di governo, nel 2009 venne nominata ministra dell'Economia e delle Finanze, nonché seconda Vicepresidente del Governo di Spagna. Fu l'unico membro del governo Zapatero a resistere ai vari rimpasti e fu considerata una delle donne più potenti dell'esecutivo, insieme a María Teresa Fernández de la Vega. Elena Salgado risultò essere la prima donna a rivestire la carica di ministro dell'Economia e gestì il ministero in un momento storico di estrema crisi: la Spagna affrontava, infatti, un periodo di grave recessione economica in cui il numero dei disoccupati era giunto alla soglia dei 4 milioni. La ministra Salgado effettuò tagli alla spesa pubblica, ricorse ad una temporanea imposta patrimoniale e gestì una ristrutturazione del sistema bancario che era stato pesantemente colpito dalla crisi; si oppose, inoltre, al rinvio del debito da 24 milioni di euro dalle comunità autonome al governo centrale. Restò alla guida del ministero fino alla caduta del governo a seguito delle elezioni del 2011.
In seguito alla fine della sua carriera politica, si dedicò all'attività di consulente nel settore privato e nel 2016 divenne presidente dell'Asociación Española de Empresas de Consultoría.